# A Nice Pair
A Nice Pair este un album compilație al trupei Pink Floyd pe care se găsesc primele două albume de studio ale formației - The Piper at the Gates of Dawn și A Saucerful of Secrets - reeditate . Compilația a fost lansată în Decembrie 1973 de către Harvest și Capitol în Statele Unite iar după o lună de către Harvest și EMI în Regatul Unit . A ajuns până pe locul 36 topul Billboard al albumelor fiind creditat cu discul de aur de RIAA în Martie 1994 .

## Tracklist

### The Piper at The Gates of Dawn
1. "Astronomy Domine" (4:14)
2. "Lucifer Sam" (3:07)
3. "Matilda Mother" (3:08)
4. "Flaming" (2:46)
5. "Pow R. Toc H." ( Barrett/Roger Waters/Richard Wright/Nick Mason ) (4:26)
6. "Take Up Thy Stethoscope and Walk" ( Waters ) (3:05)
7. "Interstellar Overdrive" ( Barrett/Waters/Wright/Mason ) (9:41)
8. "The Gnome" (2:13)
9. "Chapter 24" (3:42)
10. "The Scarecrow" (2:11)
11. "Bike" (3:21)

### A Saucerful of Secrets
1. "Let There Be More Light" ( Waters ) (5:38)
2. "Remember a Day" ( Wright ) (4:33)
3. "Set The Controls for The Heart of The Sun" ( Waters ) (5:28)
4. "Corporal Clegg" ( Waters ) (4:13)
5. "A Saucerful of Secrets" ( David Gilmour/Waters/Wright/Mason ) (11:57)
6. "See-Saw" ( Wright ) (4:36)
7. "Jugband Blues" (3:00)

- Toate cântecele au fost scrise de Syd Barrett cu excepția celor notate

## Componență
- Syd Barrett - chitară solo , voce principală pe versiunea britanică a pieselor "Astronomy Domine" , "Lucifer Sam" , "Matilda Mother" , "Flaming" , "The Gnome" , "Chapter 24" , "The Scarecrow" , "Bike" și "Jugband Blues"
- David Gilmour - chitară solo , voce , voce principală pe versiunea americană a pieselor "Astronomy Domine" , "Let There Be More Light" și "Corporal Clegg"
- Nick Mason - baterie , percuție , voce , voce principală pe "Corporal Clegg"
- Roger Waters - chitară bas , voce , voce principală pe "Take Up Thy Sthetoscope and Walk" și "Set The Controls for The Heart of The Sun"
- Richard Wright - claviaturi , pian , Mellotron , vibrafon , voce , voce principală pe "Astronomy Domine" , "Matilda Mother" , "Remember a Day" , "See-Saw" și "Let There Be More Light"